# 重力加速度

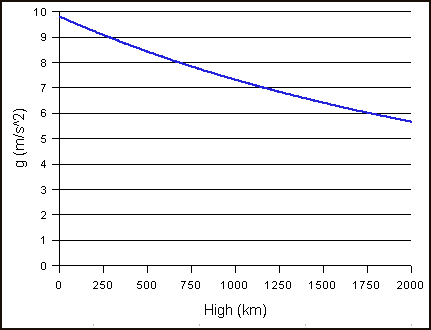
地球附近重力加速度随距地高度的变化

重力加速度（英語：gravitational acceleration）是一個物體仅受重力作用的情況下所具有的加速度。重力加速度會隨高度增加而下降。
假設一個質量為{\displaystyle m}的質點與一質量為{\displaystyle M}的均勻球體的距離為{\displaystyle r}時，質點所受的重力大小為：
{\displaystyle F=G{Mm \over r^{2}}}
其中{\displaystyle G}為重力常數。根据牛頓第二定律
{\displaystyle F=ma_{\text{g}}}
可得重力加速度為
{\displaystyle a_{\text{g}}=G{M \over r^{2}}}，与质量{\displaystyle m}无关。

## 地球表面的重力加速度
{\displaystyle g}的單位是加速度的单位，而不是力的單位。在地球表面附近，一質點的自由落體加速度{\displaystyle g}與它的重力加速度{\displaystyle a}稍微不同，一個質點的重量{\displaystyle mg}與它所受的重力（地球万有引力）也不同，原因是地球會自轉。若考慮地球自轉，則：
{\displaystyle mg=ma-mR\omega ^{2}}
其中{\displaystyle mg}为測量到的重量、{\displaystyle ma}为重力的大小、{\displaystyle m}为質量、{\displaystyle R\omega ^{2}}为向心加速度
可以得到：
{\displaystyle g=a-R\omega ^{2}}
其中，{\displaystyle g}为自由落體加速度、{\displaystyle a}为重力加速度、{\displaystyle R\omega ^{2}}为向心加速度
注意以上式子中的减法为矢量相减。自由落體加速度{\displaystyle g}實際上是小於重力加速度{\displaystyle a}的，方向也略有区别，在赤道上則相差最多，但由於地球的半徑與自轉週期的關係，兩者大約只相差0.034m/s²，因此在日常使用的計算上，重量與重力之間的差異通常可以忽略，但若做為精密飛行器的計算，則需要考慮進去。
地表附近的所有物體下降的加速度都介於9.78 m/s²和9.83 m/s²之間，差別是取決於緯度等因素（赤道最少，南北極最大），標準重力加速度是9.80665 m/s²（為方便計算，一般使用9.81 m/s²、9.8 m/s²或10 m/s²）。

### 近似公式
根据地球参考椭球，可以导出在地理纬度{\displaystyle \varphi } 海拔高度{\displaystyle h}的重力加速度近似值：
{\displaystyle g\ \approx \ g_{0}\ (1+0.0052884\sin ^{2}\varphi -0.0000059\sin ^{2}2\varphi )-0.000003086h}
其中 {\displaystyle g_{0}\approx 9.78046} m/s2 为赤道海平面上的重力加速度。
有的书会给出稍微不同的表达式：

{\displaystyle g(h=0)\ \approx \ 9.780318\ (1+5.3024\!\times \!10^{-3}\sin ^{2}\varphi -5.9\!\times \!10^{-6}\sin ^{2}2\varphi )} m/s2
{\displaystyle {\frac {\mathrm {d} g(h=0)}{\mathrm {d} h}}\approx -3.0877\!\times \!10^{-6}(1-1.39\times \!10^{-3}\sin ^{2}\varphi )} m/(s2 /m)
其中{\displaystyle h=0}表示在海平面上。对重力精度要求不高时，可以采用下式计算不同高度的重力：
{\displaystyle g(h)=g(h=0)/(1+h/R_{0})^{2}}
其中{\displaystyle R_{0}\approx 6371\operatorname {km} }是地球的平均半径。